# João Paleólogo (césar)
João Paleólogo (em grego: Ἱωάννης Παλαιολόγος; c. 1288/89–1326) foi um governador de Tessalônica da dinastia Paleólogo.

## Vida
João era filho do general Constantino Paleólogo com sua esposa Irene Paleóloga Raulena e neto do imperador bizantino Miguel VIII Paleólogo (r. 1259–1282). João se casou com uma senhora chamada Irene, de família desconhecida, com quem teve uma filha, Maria Paleóloga, que se tornou rainha consorte de Estêvão Uresis III, e um filho de nome desconhecido que morreu na Batalha de Rusocastro em 1332.
Em 1305, João recebeu o prestigioso título de panipersebasto. Em 1325/6, durante a guerra civil, era governador de Tessalônica. Em 1326, se revoltou contra seu tio, o imperador Andrônico II Paleólogo e juntou-se às forças do rei sérvio Estêvão Uresis III, e os dois saquearam os domínios bizantinos na Macedônia central até Serres. Andrônico tentou aplacar-lhe concedendo-lhe o título de césar, o segundo mais alto na hierarquia da corte, e João concordou em desistir da revolta. Porém, logo depois caiu enfermo e morreu ainda em Escópia.